# Wang Anshi
Pour les articles homonymes, voir Wang (patronyme).
Dans ce nom, le nom de famille, Wang, précède le nom personnel.
Wang Anshi (chinois traditionnel : 王安石 pinyin : Wáng Ānshí) 8 décembre 1021 - 21 mai 1086) est un homme d’État chinois. Réformateur, il met en œuvre un certain nombre de mesures qui provoquent l’opposition et de la cour et du peuple. Il est aussi un poète et un prosateur.

## Biographie
Wang Anshi est issu d'une famille de diplômés impériaux (Jinshi) originaire du sud de la Chine. Lui-même est classé quatrième lors de l'examen impérial de 1042. Il passe ses vingt premières années de carrière dans le gouvernement régional de la région du bas Yangtze. Il acquiert une expérience pratique du gouvernement local, qui l'amène à rechercher des solutions pour résoudre la crise économique et sociale qui mine la Chine des Song.

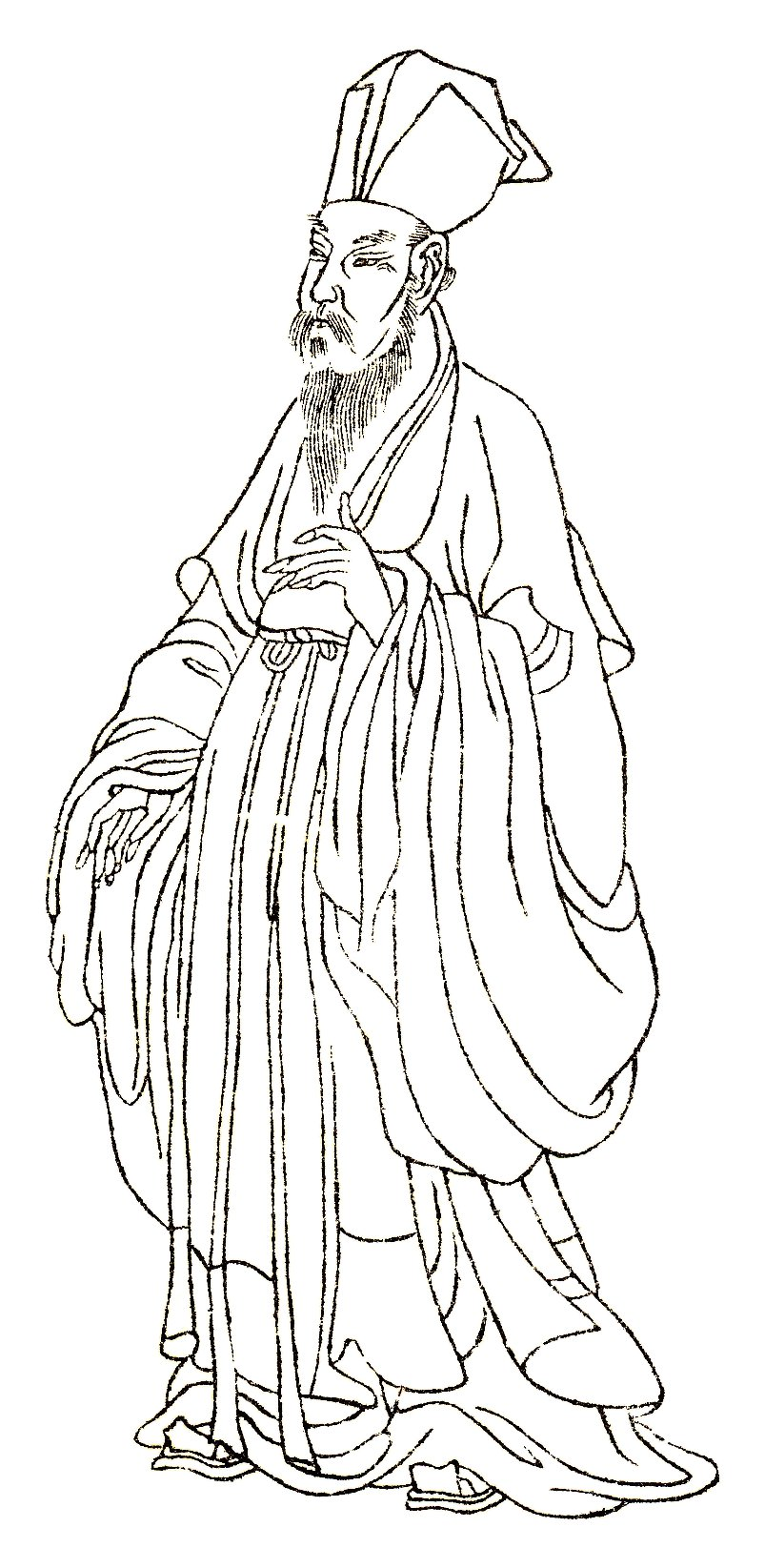
Wang Anshi, illustration du Wan Xiao Tang, publiée en 1743

Wang Anshi est nommé vice-Premier ministre par l'empereur Shenzong en février 1069. Il inaugure une réforme de l'État qui tente de résorber la corruption qui règne dans l'administration et l'armée. Dans le double but d'améliorer le sort du peuple en enrichissant l’État grâce à la fiscalité, il fait instituer dès 1069 une commission permanente des réformes présidée par lui-même. Un budget fixe est institué, qui prévoit une réduction des dépenses de 40 %. Des prêts d’État sont consentis aux paysans en avance sur leur récolte, moyennant un intérêt de 20 %. La corvée est remplacée par une taxe annuelle qui constitue un fonds sur lequel sont payés les travaux publics. Un nouveau cadastre est adopté en 1073, le territoire étant divisé en parcelles égales d’un li carré (576x576 mètres soit 0,33 hectare). En 1074, tous les propriétaires sont tenus de faire la déclaration de leurs biens. Le commerce est réglementé, l’État fixant le prix des denrées et stockant les invendus. Les impôts sont payés en nature, et les surplus sont redistribués à titre d'avance ou en prévention des disettes, afin de lutter contre la spéculation et garantir les cours. Les marchandises stockées sont imposées à 20 % annuels. En 1071-1072 sont institués des prêts d’État sur la propriété pour favoriser les entreprises commerciales, consentis par un tribunal spécialement créé.
Wang Anshi réforme également l’enseignement en 1071. Il donne la prépondérance au savoir technique et aux opinions personnelles au détriment de la littérature et du style. Il se heurte dans ce domaine aux mandarins traditionalistes, dont l'historien Sīmǎ Guāng, qui n'admettent pas son interprétation des textes confucéens. Ils répliquent par la mauvaise volonté qu'ils mettent à appliquer correctement les réformes et la pratique de la corruption. Les critiques se font plus vives quand des paysans, souvent poussés à emprunter par les fonctionnaires, ne remboursent pas leurs avances sur récolte et sont expropriés ; les adversaires des réformes préfèrent à ce prêt l'institution des greniers régulateurs créés en 1057. 
En 1074, une famine dans le nord du pays conduit de nombreux agriculteurs pauvres à quitter leurs terres ; leur situation semble être aggravée par leurs dettes. La réforme de Wang est jugée responsable de la crise. Devant les critiques croissantes et une cabale ourdie par l'impératrice douairière et les eunuques de la cour, Wang présente sa démission, mais il conserve l'appui de l'empereur qui le couvre d'honneurs et le nomme préfet de Jiangning (aujourd'hui Nankin). Il est rappelé à la cour de Kaifeng dès 1075, mais rendu vulnérable par sa disgrâce, il est ouvertement critiqué par différents groupes conservateurs. Wang reste en fonction jusqu'à la fin de 1076, puis retourne à Nankin où il consacre les dix dernières années de sa vie à la poésie et à la recherche. 
La mort de l'empereur Song Shenzong en 1085 emmène la disgrâce des réformistes et le retour au pouvoir des conservateurs dirigés par Sīmǎ Guāng ; Wang Anshi meurt l'année suivante, suivi peu après par son vieil adversaire. Ses réformes seront pour la plupart abandonnées pendant les huit années de régence de l'impératrice Gao. À sa mort en 1093, l'empereur Zhezong rappelle les réformistes au pouvoir.